# Boissy-Maugis

Boissy-Maugis este o comună în departamentul Orne, Franța. În 2013 avea o populație de 358 de locuitori.